# Rynek kontestowalny
Rynek kontestowalny (również rynek potencjalnie konkurencyjny, rynek sporny) – rynek oligopolistyczny, na którym przedsiębiorstwa zachowują się podobnie jak w warunkach konkurencji doskonałej, ze względu na brak barier wejścia i bariery wyjścia. Według innej definicji jest to rynek, na którym nie ma żadnych ograniczeń ani kosztów związanych z wejściem lub wyjściem.
Powoduje to, że podmioty funkcjonujące na danym rynku znajdują się pod presją potencjalnych wejść. Warunkiem kontestowalności rynku są niskie koszty utopione (sunk costs). 
Teorię rynków kontestowalnych ogłosili w 1982 roku William Baumol, John Panzar i Robert Willig.